# Lhotáček (rybník)
Lesní rybníček Lhotáček se nalézá asi 2 km severovýchodně od centra obce Chýšť v okrese Pardubice na úbočí vrchu Lhotáček. Rybníček byl v roce 2018 odbahněn a je využíván pro chov ryb.
Jedná se o takzvaný nebeský rybník bez stálého přítoku vody, závislý především na zimních srážkách.

## Galerie

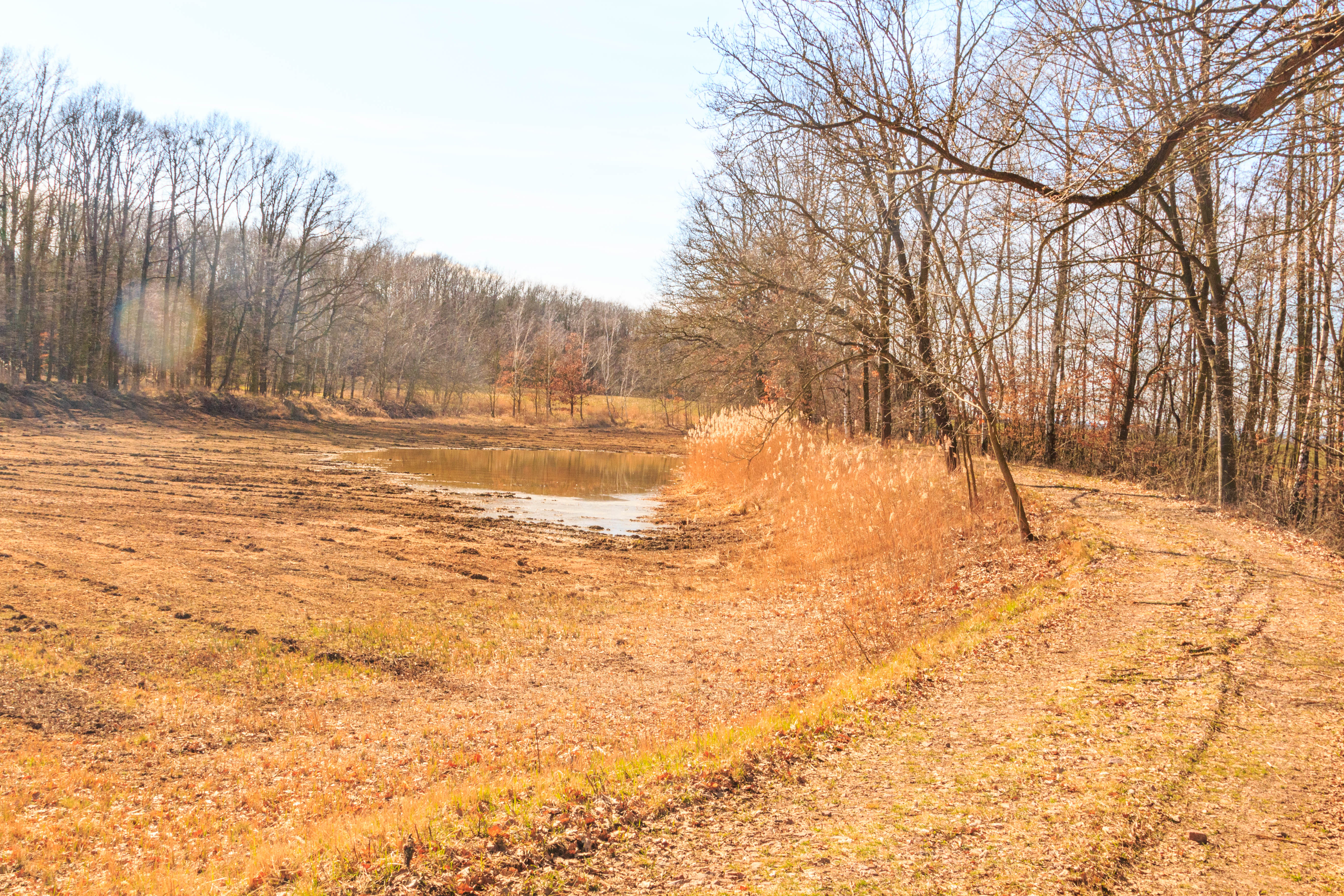
lesní rybníček Lhotáček
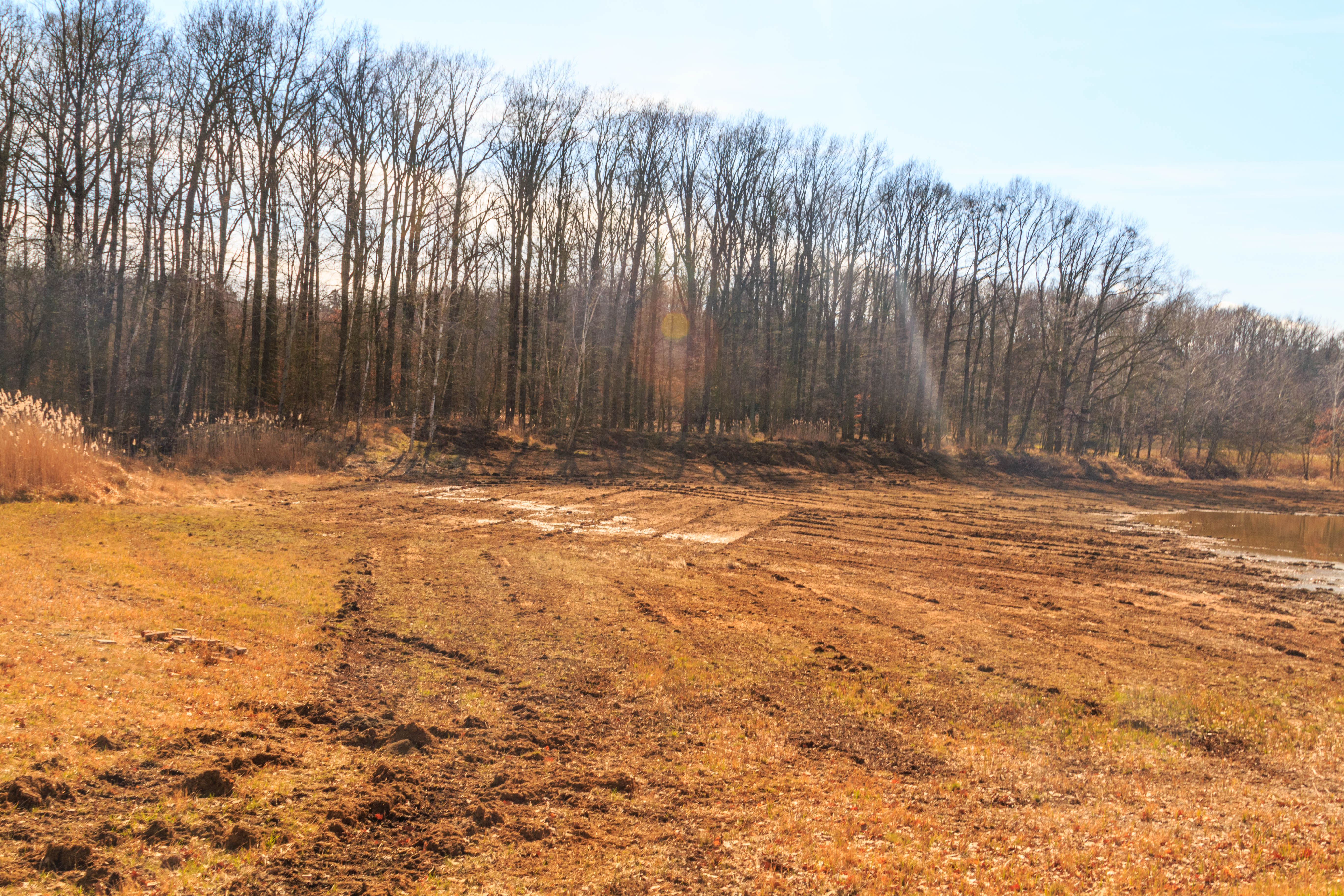
lesní rybníček Lhotáček
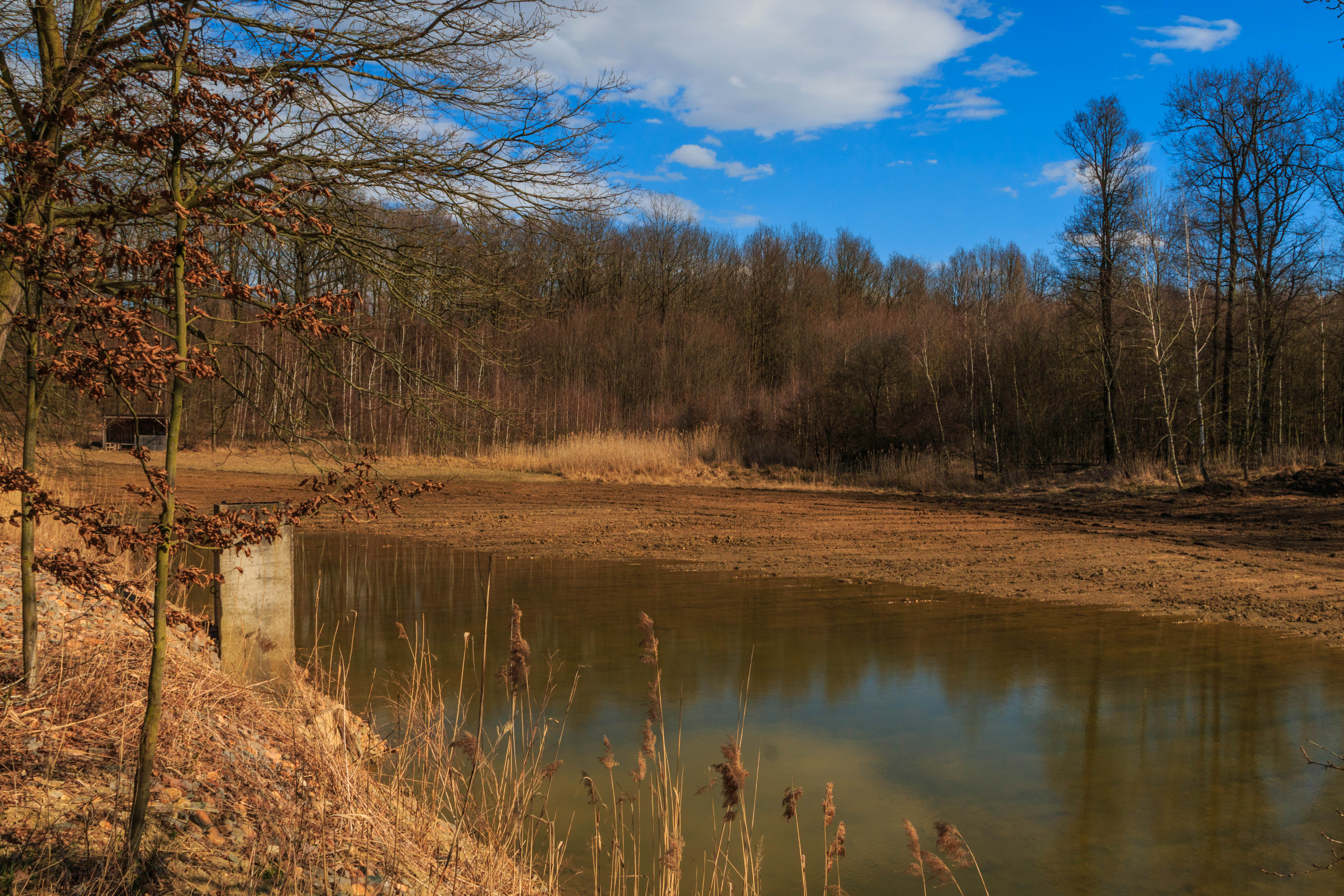
lesní rybníček Lhotáček